# Louis de Freycinet
Henri Louis Claude de Saulces de Freycinet (Montélimar, 8 de agosto de 1779 - Freycinet, en Saulce-sur-Rhône, Drôme, 18 de agosto de 1842) fue un naturalista, geólogo y geógrafo francés.

## Biografía
Louis Claude nació en Montélimar, departamento de Drôme. En 1793, entró en la Marina francesa. Después de participar en varios combates contra los ingleses, se unió en 1800, junto con su hermano Louis-Henri de Freycinet (1777-1840), que más tarde alcanzó el grado de almirante, a una expedición para explorar las costas meridionales y suroccidentales de Australia. Gran parte de la tierra ya había sido reconocida por Matthew Flinders, y muchos de los nuevos nombres que impondrá la expedición, reclamaban descubrimientos realmente realizados por el navegante inglés.
La expedición científica a Australia (1800-03) dirigida por Nicolas Thomas Baudin al mando del Géographe, iba acompañada por el Naturaliste, al mando de Jacques Félix Emmanuel Hamelin. Freycinet iba como segundo de Hamelin y regresó a Francia en 1802. Se unió de nuevo a la expedición en 1803, esta vez al mando de la goleta Casuarina. Pero el comandante Baudin murió en la isla de Francia (ahora Mauricio) el 16 de septiembre de 1803 y la Casuarina fue desarmada.
Viajó con su hermano Louis-Henri, que se convirtió en comandante de la expedición, a bordo del Géographe, y regresaron a Francia en 1804. En 1805 estaba en París y solicitó un permiso. Fue asignado al departamento de mapas y planos de la Armada, donde completó la narración de la labor comenzada en el Naturaliste por François Péron, que había dejado inconclusa a su muerte. La obra apareció en París en 1807-16 con el título de Voyage de découvertes aux terres australes 1800-1804 [Viaje de descubrimiento a Australia 1800-1804].
En 1811 fue ascendido a capitán de fragata y el 6 de junio de 1814 casó con Rose Marie Pinon.

## El viaje de circunnavegación delUrania
El 27 de mayo de 1817 recibió la misión de dirigir una expedición de circunnavegación «a fin de determinar la forma del globo, de estudiar el magnetismo terrestre y de recoger todos los objetos de historia natural que pudieran contribuir al avance de la ciencia» («dans le but de déterminer la figure du globe, d'étudier le magnétisme terrestre et de recueillir tous les objets d'histoire naturelle qui pourraient contribuer à l'avancement de la science»).
Comandante del Urania, con Louis Isidore Duperrey como segundo, se embarcó en Toulon el 17 de diciembre de 1817, con varios investigadores a bordo, como Jacques Arago y Adrien Taunay el Joven y un pasajero clandestino. Este pasajero clandestino, pronto descubierto, resultó ser Rose (1794-1832), la esposa de Freycinet, que rechazó vestir de mujer hasta pasado Gibraltar. A bordo, si bien no se interesó por los trabajos científicos, animó a la tripulación alegrando a todos con sus recitales de guitarra.
La expedición llegó a Río de Janeiro, para dar inicio a una serie de mediciones del péndulo, así como un plan más amplio para la obtención de observaciones sobre geografía, etnología, astronomía, magnetismo terrestre, y meteorología, además de recoger muestras de historia natural. Durante tres años, Freycinet navegó visitando islas de América del Sur, las islas Marianas, las islas Sándwich. Determinó en 1819 la posición de las islas Peligrosas (es decir, el atolón Pukapuka en las islas Cook). Luego hizo escala en Sídney, donde participó en importantes estudios sobre magnetismo y gravedad. Siguió por otros lugares del Pacífico e Índico, como Nueva Guinea, Timor, isla Mauricio y el Cabo de Buena Esperanza.
De vuelta a Francia por el cabo de Hornos, el Urania, impulsado por una repentina ráfaga de viento, chocó con una roca sumergida, no incluida en los mapas inexactos de la época, el 14 de febrero de 1820, en las islas Malvinas. Freycinet perdió el Uranie, pero salvo sin embargo, no sólo a la tripulación, sino también todos los trabajos científicos. Se las arregló para encontrar un barco de tres mástiles, el Mercury, que compró a un anglo-americano. Rebautizado como la Physicienne, la nave levó anclas el 8 de mayo y llegó a Le Havre el 13 de noviembre de 1820.
El viaje de Louis-Claude fue un éxito científico y volvió a Francia con colecciones de todos los campos de historia natural y con voluminosas notas y dibujos sobre geografía, etnografía, física y botánica que constituyen una importante contribución al conocimiento de los países visitados. Los resultados de este viaje fueron publicados bajo la supervisión de Freycinet, con el título de Voyage autour du monde sur les corbetas Uranie et la Physicienne en 1824-1844, en 13 volúmenes en tamaño cuartilla y 4 volúmenes en tamaño folio, que incluyen grabados y mapas.
Freycinet fue admitido en la Academia de las Ciencias francesa en 1825 y fue uno de los fundadores de la Société de Géographie de Paris. Murió en Freycinet, Drôme.
Louis Claude de Freycinet era hermano del barón Louis-Henri de Saulces de Freycinet (1777-1840).

## Reconocimientos

### Topónimos
Muchos accidentes geográficos en Australia llevan su nombre: el estuario Freycinet, una ensenada en la costa de Australia Occidental; el cabo Freycinet, entre el cabo Leeuwin y el cabo Naturaliste; y la península Freycinet, en Tasmania, en la que está el parque nacional de Freycinet.
Una calle de París lleva su nombre: la rue Freycinet.
También su mujer Rose tuvo su reconocimiento. Los nombres de punta Rose y Anse Rose fueron dados en su honor a dos partes de la costa del cabo Freycinet, en Australia; el nombre de Rose fue dado por su marido a una isla descubierta el 21 de octubre de 1819 en el este de archipiélago de los Navegantes (Samoa): «La llamé isla Rose, el nombre de una persona muy querida para mí» («Je l'appelai l'île Rose, du nom d'une personne qui m'est extrêmement chère»), escribió en el diario de navegación; Rose, a su vez, escribió: «Ya está, mi nombre asignado a un pequeño rincón del globo; aunque pequeño, de hecho, porque las envidias no acordaron más que el nombre de islote» («C'en est donc fait, voilà mon nom attaché à un petit coin du globe; bien petit, en effet, car les envieux ne lui accorderont peut-être que le nom d'îlot.»).

## Publicaciones
- Voyage de découvertes aux terres australes, exécuté sur les corvettes le Géographe, le Naturaliste et la goëlette le Casuarina, pendant les années 1800, 1801, 1802, 1803 et 1804, con François Péron (3 volúmenes, 1807-16) Ilustraciones en línea.
- Essai sur la vie, les opinions et les ouvrages de Barthélemy Faujas de Saint-Fond (1820) Texto en línea.
- Voyage autour du monde exécuté sur les corvettes de S. M. l'Uranie et la Physicienne pendant les années 1817, 1818, 1819 et 1820 (4 volúmenes, 1825-44) Texto en línea 1, 2, 3 y 4.

- La abreviatura «Freyc.» se emplea para indicar a Louis de Freycinet como autoridad en la descripción y clasificación científica de los vegetales.[1]